# Parancistrocerus samarensis
Parancistrocerus samarensis är en stekelart som först beskrevs av Schulthess 1934.  Parancistrocerus samarensis ingår i släktet Parancistrocerus och familjen Eumenidae. Inga underarter finns listade i Catalogue of Life.